# Litauische Euromünzen
Die litauischen Euromünzen sind die in Litauen in Umlauf gebrachten Münzen der gemeinsamen europäischen Währung, des Euro.

## Geschichte
Dem Wechselkursmechanismus II trat Litauen bereits am 28. Juni 2004 bei. Litauen hatte einseitig seine Währung Litas fest an den Euro gekoppelt (1 EUR = 3,4528 LTL).
Die erhoffte schnellstmögliche Einführung des Euro nach zweijähriger Mitgliedschaft im WKM II zum 1. Januar 2007 scheiterte allerdings an einem der drei Beitrittskriterien, der Inflation: Nachdem der Litas seit der Rubelkrise 1999 kontinuierlich Inflationsraten von unter 2 % aufgewiesen hatte, erreichte die Inflation aufgrund der boomenden Wirtschaft im Referenzzeitraum (März 2005 bis April 2006) 2,66 %. Das waren nur 0,06 Prozentpunkte mehr, als das im Maastricht-Vertrag verlangte arithmetische Mittel der drei inflationsärmsten Euro-Mitgliedsländer plus 1,5 Prozentpunkte (2,6 %).
Der litauische Premierminister Algirdas Butkevičius erklärte am 24. Januar 2013, dass sein Land bereits 2015 den Euro einführen könne. „Wenn alles nach Plan geht, bewegen wir uns in Litauen auf den Euro im Jahr 2015 zu“, sagte Butkevičius; er fügte hinzu, dass sein Land für die nächsten zwei Jahre die Einführung der gemeinsamen europäischen Währung aktiv vorbereiten werde.
Am 4. Juni 2014 erklärte EU-Währungskommissar Olli Rehn, dass Litauen nun die Voraussetzungen für die Einführung des Euro erfülle. Dies sei das Ergebnis einer langjährigen umsichtigen Haushaltspolitik und wirtschaftlicher Reformen. Seit dem EU-Beitritt Litauens vor zehn Jahren sei der Wohlstand des Landes „auf bemerkenswerte Weise“ gewachsen. Während das Pro-Kopf-Bruttoinlandsprodukt (BIP) im Jahr 1995 noch bei 35 % des EU-Durchschnitts lag, wird es 2015 den Erwartungen zufolge 78 % erreichen. Wie die EU-Kommission und die Europäische Zentralbank in getrennt voneinander verfassten Berichten feststellten, sei Litauen in der Lage, den Euro zum 1. Januar 2015 einzuführen. Dem Bericht der EU-Kommission zufolge erfüllt Litauen die Bedingungen für einen Beitritt ohne Probleme: Die durchschnittliche Inflationsrate des Landes lag in den zwölf Monaten bis April mit 0,6 % weit unter dem Referenzwert von 1,7 %. Das Staatsdefizit in Höhe von 2,1 % und der Schuldenstand von 39,4 % des BIP unterschreiten deutlich die EU-Obergrenzen.
Am 19. Juni 2014 stimmten die EU-Finanzminister dem Euro-Beitritt Litauens zu. Am 27. Juni gaben die Staats- und Regierungschefs der Europäischen Union (EU) ihre Zustimmung. Am 16. Juli 2014 hat das Europaparlament als beratendes Gremium dem Beitritt Litauens zur Eurozone zugestimmt. Der EU-Außenministerrat gab am 23. Juli 2014 in Brüssel grünes Licht für die Aufnahme des baltischen Landes in die gemeinsame Währungsunion. Die Minister legten auch den Wechselkurs fest, wonach der bestehende feste Wechselkurs von 3,4528 litauischen Litas zum Euro übernommen wurde.
Am 1. Januar 2015 trat Litauen als 19. Land der Eurozone bei.
Alle Münzen werden in der litauischen Münzprägestätte in Vilnius geprägt.
Litauens Zentralbank Lietuvos Bankas hat bereits ein Programm für Euro-Gedenkmünzen (mit Nennwerten von 5, 20 und 50 Euro) vorbereitet.

## Umlaufmünzen
Als einheitliches Motiv der Euro-Kursmünzen wird das litauische Staatswappen verwendet, das den sogenannten Vytis („Verfolger“) zeigt, einen kämpfenden, geharnischten Ritter hoch zu Pferd, mit gezogenem Schwert. Sein Schild ziert ein vom Wappen der Jagiellonen abgeleitetes Lothringer Kreuz. Nach einem Designwettbewerb entschied sich die Lietuvos Bankas 2005 für den Entwurf von Antanas Žukauskas.
| 1 Cent                     | 2 Cent                     | 5 Cent                                                                   |
| -------------------------- | -------------------------- | ------------------------------------------------------------------------ |
|                            |                            |                                                                          |
| „Vytis“ im Wappen Litauens |                            |                                                                          |
| 10 Cent                    | 20 Cent                    | 50 Cent                                                                  |
| Litauen 10 Cent            | Litauen 20 Cent            |                                                                          |
| „Vytis“ im Wappen Litauens |                            |                                                                          |
| 1 Euro                     | 2 Euro                     | Rand der 2-Euro-Münze                                                    |
| Litauen 1 Euro             | Litauen 2 Euro             |                                                                          |
| „Vytis“ im Wappen Litauens | „Vytis“ im Wappen Litauens | „LAISVĖ, VIENYBĖ, GEROVĖ“ „Freiheit, Einheit, Wohlergehen“ auf Litauisch |

## 2-Euro-Gedenkmünzen
| Nr. | Bild | Ausgabedatum Bildreferenz | Anlass | Amtsblatt Referenz | Auflage   |
| --- | ---- | ------------------------- | --- | ------------------ | --------- |
| 1   |      | 17. November 2015         | Dreißigjähriges Bestehen der EU-Flagge Euro-19-Gemeinschaftsausgabe                                                       | [ 14 ] [ 15 ]      | 0.750.000 |
| 2   |      | 14. Dezember 2015         | Litauische Sprache | [ 17 ] [ 18 ]      | 1.000.000 |
| 3   |      | 3. Mai 2016               | Baltische Kultur | [ 20 ] [ 21 ]      | 1.000.000 |
| 4   |      | 31. August 2017           | Vilnius | [ 23 ] [ 24 ]      | 1.000.000 |
| 5   |      | 31. Januar 2018           | Neugründung des Staates Litauen und Gründung der Staaten Estland und Lettland Gemeinschaftsausgabe der baltischen Staaten | [ 26 ] [ 27 ]      | 1.000.000 |
| 6   |      | 26. Juni 2018             | Gesang- und Tanzfestival 2018                                                                                             | [ 29 ] [ 30 ]      | 0.500.000 |
| 7   |      | 10. Juli 2019             | Sutartinės, polyphone litauische Volkslieder                                                                              | [ 32 ] [ 33 ]      | 0.500.000 |
| 8   |      | 10. September 2019        | Žemaitija (Samogitien) 1. Münze der Serie Ethnographische Regionen                                                        | [ 35 ] [ 36 ]      | 0.500.000 |
| 9   |      | 16. September 2020        | Aukštaitija (Oberlitauen) 2. Münze der Serie Ethnographische Regionen                                                     | [ 38 ] [ 39 ]      | 0.500.000 |
| 10  |      | 4. November 2020          | Hügel der Kreuze | [ 41 ] [ 42 ]      | 0.500.000 |
| 11  |      | 19. Mai 2021              | Biosphärenreservat Žuvintas                                                                                               | [ 44 ] [ 45 ]      | 0.500.000 |
| 12  |      | 9. September 2021         | Dzūkija (Mittellitauen) 3. Münze der Serie Ethnographische Regionen                                                       | [ 47 ] [ 48 ]      | 0.500.000 |
| 13  |      | 21. April 2022            | 100 Jahre Basketball in Litauen                                                                                           | [ 50 ] [ 51 ]      | 0.750.000 |
| 14  |      | 1. Juli 2022              | 35 Jahre Erasmus-Programm Euro-19-Gemeinschaftsausgabe                                                                    | [ 53 ] [ 54 ]      | 0.300.000 |
| 15  |      | 20. Dezember 2022         | Suvalkija (Sudauen) 4. Münze der Serie Ethnographische Regionen                                                           | [ 56 ] [ 57 ]      | 0.500.000 |
| 16  |      | 16. März 2023             | Zusammen mit der Ukraine                                                                                                  | [ 59 ] [ 60 ]      | 0.500.000 |
| 17  |      | 2024                      | Stroh-Ornamente Sodai | [ 61 ]             |           |

## Sammlermünzen
Es folgt eine Auflistung aller Sammlermünzen Litauens bis 2021.

### 1,50 Euro
| Wertseite                                                     | Bildseite | Thema der 1,50-Euro-Münze                                  | Ausgabejahr        | Auflage |
| ------------------------------------------------------------- | --------- | ---------------------------------------------------------- | ------------------ | ------- |
| Material: Kupfernickel – Durchmesser: 27,5 mm – Masse: 11,1 g |           |                                                            |                    |         |
|                                                               |           | Litauischer Windhund und samogitisches Pferd               | 2017               | 25.000  |
|                                                               |           | Traditionelle litauische Feiern – Kaziuko Mugė             | 2017               | 25.000  |
|                                                               |           | 50-jähriges Jubiläum – Physikertag der Universität Vilnius | 2018               | 30.000  |
|                                                               |           | Traditionelle litauische Feste – Joninės (Rasos)           | 2018               | 30.000  |
|                                                               |           | Traditionelle litauische Feste – Mardi Gras                | 2019               | 30.000  |
|                                                               |           | Stintfischen                                               | 2019               | 30.000  |
|                                                               |           | Zeidlerei                                                  | 2020               | 30.000  |
|                                                               |           | Hoffnung                                                   | 2020               | 30.000  |
|                                                               |           | Traditionelle litauische Feste – Meeresfest                | 2021               | 30.000  |
|                                                               |           | Eglė, die Königin der Nattern                              | 2021               | 30.000  |
|                                                               |           | Zuikis Puikis                                              | 10. August 2022    | 30.000  |
|                                                               |           | 100 Jahre Bank von Litauen                                 | 27. September 2022 | 30.000  |
|                                                               |           | Zwölf Brüder und Zwölf schwarze Raben                      | 22. Mai 2024       | 30.000  |

### 5 Euro
| Wertseite                                                                     | Bildseite | Thema der 5-Euro-Münze                                                        | Ausgabejahr       | Auflage |
| ----------------------------------------------------------------------------- | --------- | ----------------------------------------------------------------------------- | ----------------- | ------- |
| Material: Nordisches Gold – Durchmesser: 28 mm – Masse: 10 g                  |           |                                                                               |                   |         |
|                                                                               |           | 25 Jahre Wiederherstellung der Unabhängigkeit                                 | 2015              | 25.000  |
| Material: 92,5 % Silber, 7,5 % Kupfer – Durchmesser: 28,7 mm – Masse: 12,44 g |           |                                                                               |                   |         |
|                                                                               |           | Litauische Kultur – Literatur                                                 | 2015              | 04.000  |
|                                                                               |           | Traditionelle litauische Feiern – Kaziuko Mugė                                | 2017              | 02.000  |
|                                                                               |           | Traditionelle litauische Feste – Joninės (Rasos)                              | 2018              | 03.000  |
|                                                                               |           | Traditionelle litauische Feste – Mardi Gras                                   | 2019              | 03.000  |
|                                                                               |           | Pfadfinderinnen                                                               | 2019              | 02.500  |
|                                                                               |           | Hoffnung                                                                      | 2020              | 02.500  |
|                                                                               |           | Traditionelle litauische Feste – Meeresfest                                   | 2021              | 02.500  |
|                                                                               |           | Eglė, die Königin der Nattern                                                 | 2021              | 02.750  |
|                                                                               |           | Zuikis Puikis                                                                 | 10. August 2022   | 02.750  |
|                                                                               |           | Katholische Kirche im unbewaffneten Widerstand                                | 2023              | 02.750  |
|                                                                               |           | 100. Geburtstag von Herman Perelstein                                         | 15. November 2023 | 03.000  |
|                                                                               |           | Zwölf Brüder und Zwölf schwarze Raben (Farbmünze)                             | 22. Mai 2024      | 02.750  |
| Material: 92,5 % Silber, 7,5 % Kupfer – Durchmesser: 32 mm – Masse: 12,44 g   |           |                                                                               |                   |         |
|                                                                               |           | 100. Jahrestag der Wiederherstellung von Litauens Unabhängigkeit (Diplomatie) | 13. Februar 2018  | 04.000  |
| Material: 99,9 % Gold – Durchmesser: 13,92 mm – Masse: 1,244 g                |           |                                                                               |                   |         |
|                                                                               |           | Litauische Wissenschaft – Physik                                              | 2016              | 05.000  |
|                                                                               |           | Litauische Wissenschaft – Technologische Wissenschaften                       | 2018              | 04.000  |
|                                                                               |           | Litauische Wissenschaft – Agrarwissenschaften                                 | 2020              | 02.500  |
|                                                                               |           | Litauische Wissenschaft – Sozialwissenschaften                                | 2021              | 03.000  |

### 10 Euro
| Wertseite                                                                                                  | Bildseite | Thema der 10-Euro-Münze                                                                                           | Ausgabejahr      | Auflage |
| --- | --------- | --- | ---------------- | ------- |
| Material: 92,5 % Silber, 7,5 % Kupfer – Durchmesser: 34 mm – Masse: 23,3 g                                 |           | |                  |         |
| |           | Litauischer Windhund und samogitisches Pferd                                                                      | 2017             | 2.000   |
| |           | Stintfischen | 2019             | 3.000   |
| |           | 300. Jahrestag der Geburt von Wilna Gaon Elijah ben Solomon Zalman                                                | 2020             | 2.500   |
| |           | Zeidlerei | 2020             | 3.000   |
| |           | Ukraine kämpft für die Freiheit                                                                                   | 7. Dezember 2022 | 5.000   |
| |           | 250 Jahre Bildungskommission des Commonwealth der beiden Nationen                                                 | Oktober 2023     | 5.000   |
| Material: 92,5 % Silber, 7,5 % Kupfer – Durchmesser: 49,5 mm – Masse: 23,3 g                               |           | |                  |         |
| |           | 100. Jahrestag der Wiederherstellung von Litauens Unabhängigkeit (Streitkräfte und militarisierte Organisationen) | 13. Februar 2018 | 4.000   |
| Material: 92,5 % Silber, 7,5 % Kupfer – rechteckiges Format: 50 × 10 mm – Masse: 23,3 g, zweiteilige Münze |           | |                  |         |
| |           | Geschlechtergleichheit                                                                                            | 2019             | 2.500   |
| Material: 92,5 % Silber, 7,5 % Kupfer – unregelmäßiges rundes Format – Masse: 23,3 g                       |           | |                  |         |
| |           | Es gibt keinen Planeten B                                                                                         | 28. Juni 2022    | 2.750   |
| Material: 92,5 % Silber, 7,5 % Kupfer – unregelmäßiges 7-eckiges Format – Masse: 23,3 g                    |           | |                  |         |
| |           | 700. Jahrestag der Gründung von Vilnius                                                                           | Februar 2023     |         |

### 19,18 Euro
| Wertseite                                                                                  | Bildseite | Thema der 19,18-Euro-Münze                | Ausgabejahr | Auflage |
| ------------------------------------------------------------------------------------------ | --------- | ----------------------------------------- | ----------- | ------- |
| Material: 92,5 % Silber, 7,5 % Kupfer – rechteckiges Format: 85,6 × 54 mm – Masse: 36,36 g |           |                                           |             |         |
|                                                                                            |           | Akt der Unabhängigkeitserklärung Litauens | 2020        | 4.000   |

### 20 Euro
| Wertseite                                                                                      | Bildseite | Thema der 20-Euro-Münze                                                                        | Ausgabejahr        | Auflage |
| ---------------------------------------------------------------------------------------------- | --------- | ---------------------------------------------------------------------------------------------- | ------------------ | ------- |
| Material: 92,5 % Silber, 7,5 % Kupfer – Durchmesser: 38,61 mm – Masse: 28,28 g                 |           |                                                                                                |                    |         |
|                                                                                                |           | 500. Geburtstag von Mikalojus Radvila Juodasis                                                 | 2015               | 3.000   |
|                                                                                                |           | 25 Jahre Wiederherstellung der Unabhängigkeit                                                  | 2015               | 4.000   |
|                                                                                                |           | 250. Geburtstag von Michał Kleofas Ogiński                                                     | 2015               | 3.000   |
|                                                                                                |           | Geodätische Struve-Bogen                                                                       | 2015               | 3.000   |
|                                                                                                |           | 25-jähriges Jubiläum – Mitgliedschaft in der UN                                                | 2016               | 4.000   |
|                                                                                                |           | XXXI. Olympische Sommerspiele 2016 in Rio de Janeiro                                           | 2016               | 7.000   |
|                                                                                                |           | 500-jähriges Jubiläum – Francysk Skarynas ruthenische Bibel                                    | 2017               | 3.000   |
|                                                                                                |           | Radziwiłł-Palast in Vilnius                                                                    | 2017               | 3.000   |
|                                                                                                |           | 100. Jahrestag der Geburt von Algirdas Julien Greimas                                          | 2017               | 3.000   |
|                                                                                                |           | 150. Jahrestag der Geburt von Vydūnas                                                          | 2018               | 2.500   |
|                                                                                                |           | Litauische Schlösser und Herrenhäuser – Sapieha Palace                                         | 2019               | 2.500   |
|                                                                                                |           | XXXII. Olympische Sommerspiele 2020 in Tokio                                                   | 2021               | 2.500   |
|                                                                                                |           | 230. Jahrestag – Verfassung vom 3. Mai 1791                                                    | 2021               | 2.500   |
|                                                                                                |           | 100 Jahre Bank von Litauen                                                                     | 27. September 2022 | 2.750   |
|                                                                                                |           | 20 Jahre Litauens Mitgliedschaft in der NATO und der EU (Farbmünze)                            | 28. März 2024      | 2.000   |
|                                                                                                |           | Olympische Sommerspiele 2024 in Paris und 100 Jahre litauische Olympische Bewegung (Farbmünze) | 3. Juli 2024       | 85.000  |
| Material: 92,5 % Silber, 7,5 % Kupfer – Durchmesser: 65 mm – Masse: 28,28 g                    |           |                                                                                                |                    |         |
|                                                                                                |           | 100. Jahrestag der Wiederherstellung von Litauens Unabhängigkeit (Rechtsordnung)               | 13. Februar 2018   | 4.000   |
| Material: 92,5 % Silber, 7,5 % Kupfer – würfelförmiges Format: 15 × 15 × 15 mm – Masse: 32,8 g |           |                                                                                                |                    |         |
|                                                                                                |           | Künstliche Intelligenz                                                                         | 10. Dezember 2024  | 3.000   |
| Material: 99,9 % Silber – kreisförmig mit rundem Loch – Durchmesser: 38,61 mm – Masse: 28,28 g |           |                                                                                                |                    |         |
|                                                                                                |           | 350 Jahre Metro Cattolico                                                                      | 28. März 2025      | 2.750   |

### 50 Euro
| Wertseite                                                    | Bildseite | Thema der 50-Euro-Münze                                                          | Ausgabejahr        | Auflage |
| ------------------------------------------------------------ | --------- | -------------------------------------------------------------------------------- | ------------------ | ------- |
| Material: 99,9 % Gold – Durchmesser: 22,3 mm – Masse: 7,78 g |           |                                                                                  |                    |         |
|                                                              |           | Münzprägung im Großherzogtum Litauen                                             | 2015               | 5.000   |
|                                                              |           | Bewegung für den Freiheitskampf Litauens                                         | 2019               | 3.000   |
|                                                              |           | Verfassung des Staates Litauen                                                   | 6. September 2022  | 3.000   |
|                                                              |           | 100 Jahre Bank von Litauen                                                       | 27. September 2022 | 3.000   |
| Material: 99,9 % Gold – Durchmesser: 16 mm – Masse: 7,78 g   |           |                                                                                  |                    |         |
|                                                              |           | 100. Jahrestag der Wiederherstellung von Litauens Unabhängigkeit (Unterzeichner) | 13. Februar 2018   | 4.000   |

### 100 Euro
| Wertseite                                                                             | Bildseite | Thema der 100-Euro-Münze | Ausgabejahr       | Auflage |
| ------------------------------------------------------------------------------------- | --------- | ------------------------ | ----------------- | ------- |
| Material: 91,7 % Gold – würfelförmiges Format: 9,45 × 9,45 × 9,45 mm – Masse: 15,55 g |           |                          |                   |         |
|                                                                                       |           | Künstliche Intelligenz   | 10. Dezember 2024 | 750     |